# The Walt Disney Studios
Pour les articles homonymes, voir Buena Vista, Walt Disney Studios et Walt Disney Entertainment.
The Walt Disney Studios (ex Buena Vista Entertainment et Walt Disney Studios Entertainment) est l'organe de production et de distribution cinématographique de la multinationale Walt Disney Company. Elle est l'une des quatre divisions de la société et son cœur de métier. Elle comprend de nombreuses filiales, dont Walt Disney Pictures, Walt Disney Animation Studios, Disney Television Animation, Disneytoon Studios, Pixar Animation Studios, Disney Channel Original Movie, Touchstone Pictures, Hollywood Pictures, Marvel Studios, Lucasfilm et 20th Century Fox.
Le nom Buena Vista venait de la rue longeant les studios de Disney. Le siège social de Disney y est toujours situé, c'est au 500 Buena Vista Drive à Burbank en Californie. Malgré plus de 50 ans d'existence, la société Buena Vista n'était pas encore reconnue comme une entité de la Walt Disney Company. En 2007, il a été décidé de renommer les différents éléments de Buena Vista en Walt Disney Studios.

## Historique
Historiquement la société Disney était baptisée Walt Disney Productions et s'occupait essentiellement de la production cinématographique. Dans les années 1950, la société se diversifie et crée différentes entités, filiales ou services, en fonction des activités. La production cinématographique est confiée au service Walt Disney Pictures, la production télévisuelle à Walt Disney Television et la distribution à une filiale spécialisée. La production et la distribution cinématographique ne seront regroupés que dans les années 2000.

### 1953-1990: Buena Vista Distribution

L'ancien logo de Buena Vista

La société qui deviendra The Walt Disney Studios a d'abord créée en 1953 (10 novembre) sous le nom de Buena Vista Pictures Distribution par Walt Disney afin de ne plus être lié à d'autres groupes cinématographiques. Le premier film à être distribué fut  Le Désert vivant de la série des True-Life Adventures. Disney était alors distribué par RKO. En 1953, pour la sortie du film Le Désert vivant Disney avait contacté son distributeur RKO Pictures mais celui-ci est un peu frileux quant au succès d'une série True-Life Adventures.  
Dès 1954, les longs métrages sont distribués par Buena Vista. Peter Pan (1953) et Échec au roi (1953) sont les derniers films distribués par RKO, Vingt Mille Lieues sous les mers (1954) et La Belle et le Clochard (1955) sont eux distribués par Buena Vista Pictures Distribution.
La société a été renommée en 1961, Buena Vista Distribution puis elle fut intégrée à Buena Vista Entertainment du fait des multiples activités de la société.

### 1990-2006: Le groupe Buena Vista Entertainment
Le 30 septembre 1992, le Disney's Filmed Entertainment Group, futur Walt Disney Motion Pictures Group devient le premier studio à atteindre les 500 millions d'USD de chiffre d'affaires en une seule année.
En 1994, David Hobermann alors président de Touchstone Pictures et de Walt Disney Pictures depuis 1988, est nommé président de la division Motion Pictures de Disney (futur WDSE) avant de partir début 1995 pour devenir un producteur indépendant.
Le 15 avril 1997, Walt Disney Holdings fusionne avec Buena Vista Home Entertainment Limited, filiale britannique de Buena Vista Home Entertainment.
Le 4 septembre 1997, Buena Vista Home Entertainment annonce qu'elle éditera des films sur support DVD.
Le 10 mai 1999, Disney réorganise sa division publication le Buena Vista Publishing Group devient Disney Publishing Worldwide et est rattaché à la division Disney Consumer Products tandis que Hyperion Books devient une filiale de ABC. Steven Murphy est alors promu à la tête de Disney Publishing Worldwide et Robert Miller à celle d'Hyperion.
Le 15 février 2002, Dick Cook est nommé pdg des studios Disney.
Début 2005, les frères Weinstein, fondateurs de la société Miramax, quittent la direction de l'entreprise, après un désaccord avec le groupe Disney. Le 29 mars 2005, Disney et les frères Weinstein parviennent à un accord, Disney conserve la marque Miramax et les catalogues de Miramax et Dimension Films tandis que les frères Weinstein récupèrent la marque Dimension Films. Les deux frères créent peu après un nouveau groupe de médias, la Weinstein Company, autour de la Dimension Films. Miramax devient un des labels de Buena Vista Entertainment. Le 25 juillet 2005, Daniel Battsek est nommé PDG de Miramax après avoir été président de la filiale britannique de Buena Vista International.
Le 1er juin 2006, BVHE annonce la vente de films en ligne à partir du 6 juin. Le 18 juillet 2006, le studio décide de produire environ 10 films labellisés Disney, animation et prise de vue réelle par an et deux ou trois Touchstone par an. Le 19 septembre 2006, Disney édite son premier lot de disque Blu-ray. Le 21 novembre 2006, Disney revend sa part de 39,5% dans E! Entertainment à Comcast pour 1,23 milliard de $ qui en détenait le reste en contrepartie de la distribution des chaînes de Disney : Disney Channel, ABC Family, Toon Disney, ESPN, SOAPnet et le lancement d'ESPN Deportes. De plus Comcast peut utiliser dans son service de vidéo à la demande les productions de Disney dont celles de Walt Disney Pictures, Miramax Films et Touchstone Pictures.
Le logo de la société représente jusqu'en août 2007 la silhouette du château de la Belle au bois dormant à Disneyland en Californie. Depuis c'est le château de Cendrillon du Magic Kingdom de Walt Disney World Resort en Floride.
Le 12 mai 2005, Walt Disney Internet Group et Buena Vista Home Entertainment lancent une plateforme de test de téléchargement de films par Internet au Japon, nommée Movie Express, disponible sur Flet de NTT.
Le 8 décembre 2005, Disney et BVHE annoncent qu'ils soutiendront le format Blu-ray.
Le 27 février 2006, Disney Media Networks, Walt Disney Studios et British Sky Broadcasting annoncent plusieurs accords pour augmenter le contenu Disney fourni sur Sky Digital. Le 17 juillet 2006, Buena Vista Home Entertainment annonce ses premiers disques blu-ray pour le 19 septembre 2006. Le 25 septembre 2006, Disney annonce avoir vendu 125 000 films en une semaine sur iTunes,.

### 2007-2010: Walt Disney Studios
Le 25 avril 2007, une information est parue sur la suppression possible à partir du mois de mai 2007 du nom Buena Vista au profit de Disney. Ce renommage rentrerait dans une politique de simplification des marques de la Walt Disney Company entamée par Robert Iger. Depuis août 2007, le nouveau nom est officiellement Walt Disney Studios Entertainment, la filiale de distribution est ainsi devenue Walt Disney Studios Distribution.
Le 21 avril 2008, les studios Disney lancent un nouveau label Disneynature, société basée en France sous la direction de Jean-François Camilleri, à la suite du succès entre autres de La Marche de l'empereur ,,. Le 28 août 2008, Walt Disney Home Entertainment annonce le lancement en Blu-ray d'une collection collector des classiques Disney. Les 5 premiers devaient sortir entre 2008 et fin 2010 : Pinocchio, Blanche Neige et les Sept Nains, Fantasia, Fantasia 2000 et La Belle et la Bête.
Le 4 juin 2009, le site internet de VOD Vudu annonce l'obtention de 69 films Disney distribués par Walt Disney Studios Entertainment. Le 19 septembre 2009, Dick Cook annonce son départ de poste de président des Walt Disney Studios après 38 ans de travail chez Disney. Il est remplacé le 1er octobre par Rich Ross, directeur de Disney Channel depuis 1997. Le 3 octobre 2009, Disney annonce la réduction des productions de Miramax, 3 films par an au lieu de 6 et par la même occasion de réduire le nombre d'employés de 70 à 20 à partir de janvier 2010. Le 30 octobre 2009, Daniel Battsek quitte son poste de pdg de Miramax. Le 10 novembre 2009, Mark Zoradi président du studio quitte son poste après 29 ans de carrière chez Disney. Malgré la vente de Miramax, Disney a conservé la propriété de Bachi Corporation.

### 2010-2018: Disney, Marvel et Lucasfilm
Le 12 janvier 2010, Rich Ross demande à Oren Aviv de quitter son poste de président du Walt Disney Motion Pictures Group. Le 14 janvier 2010, Sean Bailey (en) est nommé par Ross président du Walt Disney Motion Pictures Group. Le 28 janvier 2010, Disney annonce la fermeture du studio Miramax Films et la perte des 80 postes. Le 14 avril 2010, le Disney Music Group annonce la fermeture du label Lyric Street Records. Le 29 juillet 2010, Disney annonce la vente de Miramax Films, filiales, catalogue de films et projets inclus, pour 660 millions de $ au groupe Filmyard Holdings comprenant Ron Tutor, Tom Barrack et Colony Capital.
Le 6 juin 2011, Disney annonce la suppression de 250 postes dans la distribution, la production et la promotion des films. Le 16 septembre 2011, Disney ferme sa division internationale de production de films en langue locale, créée en 2008, au profit de filiales locales, en Russie, en Chine et UTV en Inde.
Le 16 janvier 2012, Rich Ross, président de Walt Disney Studios, nomme Ricky Strauss responsable de la commercialisation des labels Disney, Marvel, Pixar et Touchstone. Le 19 mars 2012, la presse annonce que le studio Disney se prépare à une perte de 200 millions de $ en raison des mauvais résultats du film John Carter,,. Le 16 avril 2012, Disney et Marvel annoncent qu'Iron Man 3 sera coproduit avec la société chinoise DMG Entertainment. Le 20 avril 2012, Rich Ross annonce sa démission du poste de président de Walt Disney Studios Entertainment après l'échec de John Carter,. Le 31 mai 2012, Alan Horn est nommé président de Walt Disney Studios Entertainment. 
Le 4 décembre 2012, Disney et Netflix signent un contrat de diffusion pour des films de Walt Disney Animation Studios, Pixar Animation Studios, Marvel Studios et Disneynature, des anciens films à partir de 2013 et les nouveaux à compter de 2016,.
Le 24 juin 2013, Disney et Sony Pictures Entertainment expérimentent en Corée du Sud la sortie des films directement en vidéo à la demande en parallèle de la sortie au cinéma pour lutter contre le piratage,. Le 2 juillet 2013, Disney rachète les droits sur 4 films Marvel produits par Paramount Pictures entre 2008 et 2011 : Iron Man et Iron Man 2, Thor et Captain America. Le 12 novembre 2013, Walt Disney Studios annonce qu'il a d'ores et déjà battu son record de 2010 en dépassant les 3,791 milliards d'USD de recettes au box-office grâce à ses labels Marvel, Disney et Pixar. Le 6 décembre 2013, Disney achète à Paramount les droits sur toutes nouvelles productions cinématographiques d'Indiana Jones,
Le 24 mars 2014, Walt Disney Studios renouvelle son partenariat avec IMAX pour diffuser ses prochaines grosses production sous ce format dont les prochains Marvel et Lucasfilm. Le 17 juillet 2014, Disney et Netflix signent un contrat donnant l'exclusivité des nouveautés cinématographiques des studios Disney-Pixar-Marvel-Lucasfilm à Netflix au Canada. Le 30 août 2014, le gouvernement australien accorde une subvention de 21,6 millions d'USD pour le tournage de Pirates des Caraïbes 5 dans le Queensland.  Le 20 septembre 2014, le gouvernement britannique accorde une réduction d'impôts de 8 millions de £ aux studios Disney pour le tournage de Star Wars, épisode VII : Le Réveil de la Force au Royaume-Uni. Le 1er octobre 2014, The Guardian annonce que le studio Disney a reçu près de 170 millions de £ depuis 2007 en crédit d'impôts au Royaume-Uni.
Le 22 octobre 2014, à la suite des mauvais résultats du film John Carter (2012), Disney rétrocède ses droits d'adaptation. Le 15 novembre 2014, Disney-Marvel et Fox démentent les rumeurs associant l'arrêt du comics Les Quatre Fantastiques avec une quelconque discorde au sujet des droits d'adaptation cinématographiques. Le 16 novembre 2014, Disney annonce avoir atteint pour la seconde fois les 4 milliards d'USD au box-office et deux semaines avant 2013,. Le 21 novembre 2014, Disney Media et Disney Studios annoncent un partenariat plus important avec Shanghai Media Group dans la coproduction, distribution et commercialisation de productions télévisuelles et cinématographiques,,.
Le 12 mars 2015, les studios Disney décident de supprimer toute présence de cigarettes dans les films destinés aux enfants. Le 8 avril 2015, IMAX renouvelle son contrat avec Disney pour plusieurs films jusqu'en 2017 dont le très attendu Star Wars VII prévu en décembre 2015,. Le 22 avril 2015, lors de sa session de deux heures au CinemaCon, Walt Disney Studios a présenté de nombreux films dont Vice Versa de Pixar, Avengers : L'Ère d'Ultron et Ant-Man de Marvel et Star Wars, épisode VII : Le Réveil de la Force de Lucasfilm,,. Le  31 juillet 2015, Forbes annonce que les suites des films Marvel et Lucasfilm vont être le moteur de croissance des Walt Disney Studios.
Le 31 août 2015, à la suite d'une réorganisation, Marvel Studios dépend désormais de Walt Disney Studios alors que Marvel Comics et Marvel Television restent dans le giron de Marvel Entertainment,,,. Le 8 octobre 2015, Disney annonce les dates de sorties de 19 films dont Ant-Man 2,. Le même jour, Disney atteint les 4 milliards d'USD de recette au box-office international six semaines plus tôt que l'année précédente, surpassant pour la troisième année consécutive cette somme,,. Le 21 décembre 2015, Disney Studios franchit pour la première de son histoire les 5 milliards d'USD de recettes au box-office mais reste second au niveau américain derrière Universal. Le 30 décembre 2015, Steven Spielberg annonce un nouveau studio Amblin Partners qui récupère une partie des droits des productions DreamWorks mais une contrepartie est la conservation par Disney du catalogue des 13 films distribués par Touchstone Pictures en raison d'un prêt de 100 millions d'USD octroyé en 2009 et des frais de promotions
Le 25 janvier 2016, Walt Disney Studios abandonne les droits de distribution de Ghost in the Shell (2017) à Paramount,. Le 31 janvier 2016, Disney, la Fox et Lionsgate s'associent pour investir 50 millions d'USD dans le site et l'application de billetterie mobile Atom Tickets,. Le 25 mars 2016, grâce à Le Réveil de la Force et Zootopie, Walt Disney Studios dépasse le milliard de dollars de recettes en salles,.  Le 8 mai 2016, Disney bat le record de rapidité de recettes au box office atteignant le milliard de dollars aux Etats-Unis, et dépassant les 2 milliards à l'étranger, totalisant plus de 3,34 milliards à globalement. Le 23 mai 2016, Netflix confirme l'arrivée en septembre des films récents de Disney, comme convenu dans un contrat signé fin 2012. Le 29 mai 2016, Disney annonce franchir la barre des 4 milliards de dollars de recettes à l'international aidée par Alice de l'autre côté du miroir sorti durant la semaine et Captain America: Civil War, sorti 5 semaines auparavant. Le 11 juillet 2016, avec la sortie du film Le Monde de Dory, Walt Disney Studios dépasse les 5 milliards d'USD de recette en salles,. Le 10 juillet 2016, Disney Studios atteint les 5 milliards d'USD au box office mondial dont 3 à l'international en un temps record grâce aux films Le Monde de Dory, Captain America: Civil War et Zootopie,. Le 14 septembre 2016,  TNT et TBS signent un contrat d'exclusivité avec Walt Disney Studios pour la diffusion des 10 films Star Wars à la télévision jusqu'en 2022, d'une valeur d'au moins 250 millions d'USD,. La vente comporte aussi les droits de diffusion en streaming jusqu'en 2024. Le 6 novembre 2016, Disney Studios atteint les 6 milliards d'USD au box office mondial, première de l'histoire pour un studio cinématographique. Le 7 décembre 2016, Disney, Sony et Paramount signent un partenariat avec l'application MyLingo pour fournir un doublage en espagnol dans les salles de cinémas américaines,. Le 19 décembre 2016, les recettes de Rogue One: A Star Wars Story permettent aux Walt Disney Studios de dépasser les 7 milliards de revenues annuels, un record pour les studios d'Hollywood qu'Universal Studios avait frôlé l'année précédente avec 6,9 milliards,,.
Le 22 février 2017, Disney et IMAX prolongent leur collaboration jusqu'en 2019 sur la sortie de films utilisant les technologies IMAX.  Le 15 mai 2017, Disney Media Distribution crée Disney Difference une régie publicitaire qui permet aux annonceurs d'utiliser les chaînes du Disney-ABC Television Group, d'ESPN et les studios cinématographiques Disney mais aussi l'ensemble des filiales de Disney comme les parcs et les produits de consommations. Le 15 mai 2017, Robert Iger annonce que des pirates informatiques demandent une rançon en bitcoins pour avoir volé un film à venir non précisé de Walt Disney Studios,,,,. Le 17 juillet 2017, la startup californienne d'effets vidéos Rearden demande à la justice américaine que Disney stoppe la distribution de trois films (Les Gardiens de la Galaxie Vol. 2, Avengers : L'Ère d'Ultron et La Belle et la Bête) en raison de l'usage d'une technologie de capture de mouvement du visage au travers de la société Digital Domain 3.0 qui n'en déteindrait pas les droits,. Le 19 août 2017, Walt Disney Studios signe un contrat pluriannuel de production avec les Pinewood Studios jusqu'en 2029 malgré les incertitudes liées au Brexit.
Le 24 août 2017, le magazine Forbes indique que Disney utilise le réseau neuronal artificiel et l'apprentissage profond pour prévoir le succès des prochains films. Le 1er novembre 2017, le Wall Street Journal dévoile les termes demandés par Disney aux propriétaires de cinéma pour diffuser Star Wars, épisode VIII : Les Derniers Jedi comme 65 % du prix des billets au lieu de 55 ou 4 semaines dans la plus grande salle,. Le  30 novembre 2017, Thor : Ragnarok récolte 800 millions d'USD à l'international et permet aux studios Disney de dépasser les 5 milliards d'USD de recettes cinématographiques en 2017,. Le 22 décembre 2017, Disney devient le premier studio a atteindre deux fois les 6 milliards d'USD de recettes cinématographiques au niveau mondial. Le 29 décembre 2017, les recettes de Star Wars, épisode VIII : Les Derniers Jedi dépassent les 900 millions d'USD à l'international et en les cumulant avec les autres films Star Wars permettent à Disney d'égaler les 4 milliards d'USD de l'achat de Lucasfilm en 2012,.
Le 22 février 2018, Black Panther approche des 500 millions d'USD de recettes et permet à Disney de dépasser le milliard pour l'année 2018. Le 6 mars 2018, Walt Disney Studios lance avec Accenture Interactive, StudioLab un projet de trois ans pour développer la réalité virtuelle,. Le 5 mai 2018, Avengers: Infinity War établit un record en récoltant plus d'un milliard d'USD en 11 jours, dépassant les 975 millions de la veille et permettant au studio d'atteindre les 3 milliards d'USD, un jour plus tôt que son précédent record datant du 6 mai 2016. Le 26 juin 2018, Cisco rejoint le projet StudioLAB de Walt Disney Studios, qui au sein d'un studio de 3 500 pieds carrés (325 m2) au cœur des studios historiques de Disney aura pour mission d'imaginer les loisirs et leurs productions,. Le 12 décembre 2018, le magazine Forbes titre que le film Le Retour de Mary Poppins fait un score honorable au box-office mais souligne la dépendance de Disney aux productions avec des superhéros de Marvel dont 3 films ont dépassé le milliard d'USD de recettes en 2018 tandis que Solo n'a pas attiré le public. Le 19 décembre 2018, pour la première fois de son histoire Disney publie gratuitement un court métrage de Pixar sur YouTube, le film Bao. Le 2 janvier 2019, Disney Studios annonce 7,325 milliards d'USD de recettes en salles pour 2018.

### Depuis 2019: Fox Studios et le streaming
Le 5 février 2019, Disney annonce que le film Captain Marvel dont les recettes attendues sont estimées à 150 millions sera le premier des studios Disney à être diffusé sur le service Disney+ et non Netflix,,. Le 3 avril 2019, le film Captain Marvel passe la barre symbolique du milliard d'USD de recettes à l'international, septième de Marvel Studios et 18e pour Walt Disney Studios,,.
Le 6 avril 2019, le gouvernement australien accorde 17,1 millions d'USD d'avantages fiscaux à Disney pour le tournage d'un film  Marvel aux Fox Studios Australia, possiblement sur Shang-Chi,. Le 1er mai 2019, Disney nomme Alan Bergman co-président de Walt Disney Studios, aux côtés d'Alan Horn qu devient en plus Chief Creative Officer (en),,. Le 7 mai 2019, Walt Disney Studios annonce les dates de ses prochaines productions avec comme fait marquant le décalage d'Avatar 2 pour décembre 2021 et l'ajout de 3 films Star Wars jusqu'en 2027, ainsi que l'annulation de 4 films Marvel issus des droits détenus par la Fox comme Gambit et les X-Men,. Le 21 mai 2019, la Twentieth Century Fox Film Corporation annonce que Disney prévoit 53 licenciements à partir du 25 juillet. Le 3 juin 2019, Aladdin (2019) avec près 450 millions d'USD de recettes à l'international depuis sa sortie en mai permet à Walt Disney Studios de dépasser les 5 milliards d'USD au box-office.
Le 26 juin 2019, Walt Disney Studios lance un programme de soutien aux réalisateurs débutants nommé Disney Launchpad: Shorts Incubator; similaire à celui de Disney/ABC pour les scénaristes; permettant de suivre des cours durant sept mois aux studios de Burbank, de réaliser un court métrage en prise de vue réelle et d'être rémunéré, le film devant ensuite être diffusé sur Disney+. Le 26 juillet 2019, le film Aladdin dépasse le milliard d'USD de recettes mondiale après deux mois en salles devenant le quatorzième film de Disney a atteindre cette somme,. Le 6 août 2019, Walt Disney Studios annonce l'arrêt de la majorité des films en développement de 20th Century Fox sauf Avatar 2 et la série La Planète des singes à la suite de l'annonce d'une perte de 170 millions d'USD pour le troisième trimestre comprenant X-Men: Dark Phoenix. Le 15 août 2019, avec Toy Story 4 qui récolte 1 milliard d'USD, Walt Disney Studios devient le premier studio ayant 5 films dépassant ce niveau de recettes en 2019,,. Le 20 août 2019, Disney repousse plusieurs dates de sorties, La Femme à la fenêtre au 15 mai 2020, Cruella au 31 mai 2021,  The Empty Man au 7 août 2020, l'adaptation d’Everybody's Talking About Jamie au 23 octobre 2020 et un film non nommé prévu le 28 mai est retiré,. Le 3 septembre 2019, le groupe Walt Disney Studios est crédité de 42 % des recettes cinématographiques de l'été aux États-Unis. Le 8 septembre 2019, Walt Disney Studios signe un contrat de longue durée avec les Pinewood Studios pour l'usage exclusif du site jusqu'en 2029,,.
Le 17 janvier 2020, Disney officialise le retrait du terme « Fox » dans les  noms de ses labels cinématographiques Fox Searchlight Pictures et 20th Century Fox pour éviter les confusions avec Fox Broadcasting Company ,.
L'engagement accru de la société en politique date de l'arrivée à sa tête de Bob Iger en 2015. Elle a pour conséquence une baisse de la popularité des studios Disney. Autrefois considérée comme la quatrième marque la plus appréciée des États-Unis, l'entreprise de divertissement chute depuis dans le cœur des Américains, jusqu'à atteindre la 77e position sur 100, selon un classement réalisé par Axios-Harris. Cette brusque baisse s'expliquerait par les prises de position de la société californienne, prise en étau entre la droite qui l'accuse de wokisme et une gauche qui réprouve son manque de radicalité. Cette évolution se traduit notamment par la présence de superhéros noirs et homosexuels à l'écran (dans Black Panther, La Petite Sirène et Les Éternels notamment), jusqu'ici peu voire pas retenus pour incarner les personnages imaginés par les studios. Au sein même de la société, alors que le nouveau dirigeant Robert Chapek refuse un temps de prendre position contre la « Loi sur les droits parentaux en matière d'éducation (Floride) », les créateurs les plus indispensables lui enjoignent de la condamner.

## Organisation
La société se découpe en plusieurs parties :
| Production (label) - Walt Disney Motion Pictures Group (aussi nommé Walt Disney Studios) : pour la production de films - Walt Disney Pictures - Walt Disney Animation Studios - Pixar Animation Studios - Disneynature - Touchstone Pictures (1984-2017) - Hollywood Pictures (1989-2007) - Marvel Studios (depuis 2010) - Lucasfilm (depuis 2012) - 20th Century Fox (depuis 2019) - 20th Century Fox Home Entertainment - Fox 2000 Pictures (fermé en 2019) - Fox Searchlight Pictures - 20th Century Fox Animation - Fox Studios Australia - Blue Sky Studios - Fox Digital Studio (en) - Regency Enterprises (20 %) - Miravista Films (Argentine) - Patagonik Film Group (30 %, Argentine) - Miramax Films (1993-2010) - Dimension Films (1993-2005) | Production (services) - Walt Disney Studios Operations (Studio Services) - Studio Production Services - Walt Disney Core Studios - Disney's Golden Oak Ranch - Disney Prospect Studios - KABC7 Studio B - Disney Digital Studio Services - Fox VFX Lab Distribution - Walt Disney Studios Distribution (ex Buena Vista Distribution) pour la distribution - Walt Disney Studios Home Entertainment (précédemment nommé Buena Vista Home Entertainment pour la distribution en Amérique du Nord) - Walt Disney Home Entertainment - Walt Disney Studios Marketing - Walt Disney Studios Special Events - Walt Disney Studios Motion Pictures International : pour la distribution à l'international - Buena Vista Network : réseau d'indépendants pour l'observation de la distribution des films du Buena Vista Motion Pictures Group au Canada et aux États-Unis | - Disney Music Group : pour la production musicale - Walt Disney Records - Hollywood Records - Lyric Street Records - Mammoth Records - Disney Theatrical Group : pour les spectacles musicaux - Walt Disney Theatrical Productions - Walt Disney Creative Entertainment - Disney Live Family Entertainment - Disney on Ice - Disney Live - Buena Vista Publishing Group : pour l'édition de livres. - Buena Vista Books rattachée à Hyperion - ESPN Books rattachée à ESPN - Disney Publishing Worldwide rattachée à Disney Consumer Products |

Anciennes filiales rattachées
- Disney-ABC Domestic Television ex-Buena Vista Television : production de programmes pour la télévision rattachée au Disney-ABC Television Group
  - Buena Vista International Television une filiale à l'international distribuant les productions sur 1300 chaînes dans 240 pays.
- Disney Interactive Studios : spécialisée dans les jeux vidéo, désormais rattaché à Disney Interactive Media Group

## Données économiques
Le 15 mai 2015 : après analyse des résultats financiers de 2014, Walt Disney Studios est le premier en termes de bénéfice avec 1,7 milliard d'USD pour 7,2 milliards de chiffre d'affaires. Disney devance les autres studios américains.
| Studio              | Bénéfices 2014 | Chiffre d'affaires 2014 |
| ------------------- | -------------- | ----------------------- |
| NBCUniversal        | 711            | 5 000                   |
| Paramount Pictures  | 219            | 3 700                   |
| Sony Pictures       | 540            | 6 900                   |
| Walt Disney Studios | 1 700          | 7 200                   |
| Warner Bros.        | 1 200          | 12 500                  |

### Résultats financiers
| Année | Chiffre d'affaires | Résultats net |
| ----- | ------------------ | ------------- |
| 1988  | 1 149              | 186           |
| 1989  | 1 588              | 257           |
| 1990  | 2 250              | 313           |
| 1991  | 2 593              | 318,1         |
| 1992  | 3 115              | 508,3         |
| 1993  | 3 673,4            | 622,2         |
| 1994, | 4 793              | 779,1         |
| 1995, | 6 001,5            | 998,4         |
| 1996, | 10 095             | 1 598         |
| 1997  | 6 981              | 1 079         |
| 1998  | 6 849              | 769           |
| 1999  | 6 548              | 116           |
| 2000  | 5 994              | 110           |
| 2001  | 7 004              | 260           |
| 2002  | 6 465              | 273           |
| 2003  | 7 364              | 620           |
| 2004  | 8 713              | 662           |
| 2005  | 7 587              | 207           |
| 2006  | 7 529              | 729           |
| 2007  | 7 491              | 1 201         |
| 2008  | 7 348              | 1 086         |
| 2009  | 6 136              | 175           |
| 2010  | 6 701              | 693           |
| 2011  | 6 351              | 618           |
| 2012  | 5 825              | 722           |
| 2013  | 5 979              | 661           |
| 2014  | 7 278              | 1 549         |
| 2015  | 7 366              | 1 973         |
| 2016  | 9 941              | 2 703         |
| 2017  | 8 379              | 2 355         |
| 2018  | 9 987              | 2 980         |
| 2019  | 11 127             | 2 686         |
| 2020  | 9 636              | 2 501         |
| 2021, | 6 454              | 567           |

1. ↑  Broadcasting de 1994 à 1996
2. ↑  En 2021, Disney ne déclare aucun revenu pour la partie studio mais une section pour la vente de contenu et les licences.

### Direction
- Richard Frank : 1985 à 1995 (à partir de 1994, il est aussi le PDG de Walt Disney Television[194])
- Joe Roth : avril 1996[195] à 2000
- Peter Schneider : ? à 2002
- Dick Cook : 2002 à 2009
- Rich Ross : 2009 à 2012
- Alan F. Horn : 2012[43]

## La distribution
Buena Vista Home Entertainment (créé en 1991) ou Buena Vista Distribution et Buena Vista International assurent la distribution des productions des différents groupes de Buena Vista. Depuis ces entités ont été renommées en Walt Disney Studios Distribution et Walt Disney Studios Motion Pictures International.
Ainsi les DVD des films de Disney et des séries d'ABC sont distribués par Buena Vista.
Buena Vista distribue les marques Walt Disney Pictures, Touchstone et Hollywood Pictures. Miramax Films et sa filiale Dimension Films distribue elle-même ses productions aux États-Unis.
La filiale Buena Vista International est la société la plus rentable du cinéma, rapportant plus d'un milliard de dollars par an à Disney depuis le milieu des années 1990.